# Naoko Takahashi
Naoko Takahashi (高橋尚子?, Takahashi Naoko; Gifu, 6 maggio 1972) è un'ex maratoneta giapponese.

## Biografia
Ai Giochi della XXVII Olimpiade vinse l'oro nella maratona ottenendo un tempo migliore della rumena Lidia Șimon (medaglia d'argento) e della keniana Joyce Chepchumba. In riconoscimento del suo successo le è stato conferito il People's Honour Award.

## Palmarès
| Anno | Manifestazione  | Sede   | Evento   | Risultato | Prestazione | Note            |
| ---- | --------------- | ------ | -------- | --------- | ----------- | --------------- |
| 2000 | Giochi olimpici | Sydney | Maratona | Oro       | 2h23'14"    | Record olimpico |

## Altre competizioni internazionali
2001
- Oro alla Maratona di Berlino ( Berlino) - 2h19'46"

2002
- Oro alla Maratona di Berlino ( Berlino) - 2h21'19"

2003
- Argento alla Maratona di Tokyo ( Tokyo) - 2h27'21"

2006
- Bronzo alla Maratona di Tokyo ( Tokyo) - 2h31'22"